# Anett Pötzsch
Anett Pötzsch (Chemnitz, Alemanha Oriental, 3 de setembro de 1960) é uma ex-patinadora artística alemã. Ela foi campeã olímpica em 1980.

## Principais resultados
| Resultados                                            | Resultados        | Resultados       | Resultados        | Resultados       | Resultados       | Resultados      | Resultados       | Resultados      | Resultados    | Resultados    | Resultados    | Resultados    |
| Internacional                                         | Internacional     | Internacional    | Internacional     | Internacional    | Internacional    | Internacional   | Internacional    | Internacional   | Internacional | Internacional | Internacional | Internacional |
| Evento/Temporada                                      | 1972– 1973        | 1973– 1974       | 1974– 1975        | 1975– 1976       | 1976– 1977       | 1977– 1978      | 1978– 1979       | 1979– 1980      |               |               |               |               |
| ----------------------------------------------------- | ----------------- | ---------------- | ----------------- | ---------------- | ---------------- | --------------- | ---------------- | --------------- | ------------- | ------------- | ------------- | ------------- |
| Jogos Olímpicos                                       |                   |                  |                   | 4.ª              |                  |                 |                  | Medalha de ouro |               |               |               |               |
| Campeonato Mundial                                    | 14.ª              | 11.ª             | 8.ª               | 4.ª              | Medalha de prata | Medalha de ouro | Medalha de prata | Medalha de ouro |               |               |               |               |
| Campeonato Europeu                                    | 8.ª               | 7.ª              | Medalha de bronze | Medalha de prata | Medalha de ouro  | Medalha de ouro | Medalha de ouro  | Medalha de ouro |               |               |               |               |
| Skate Canada International                            |                   |                  | Medalha de prata  |                  |                  |                 |                  |                 |               |               |               |               |
| Nacional                                              |                   |                  |                   |                  |                  |                 |                  |                 |               |               |               |               |
| Campeonato Alemão Oriental                            | Medalha de bronze | Medalha de prata | Medalha de prata  | Medalha de ouro  | Medalha de ouro  | Medalha de ouro | Medalha de ouro  | Medalha de ouro |               |               |               |               |
|                                                       |                   |                  |                   |                  |                  |                 |                  |                 |               |               |               |               |
| Legenda: Competição não foi disputada nesta temporada |                   |                  |                   |                  |                  |                 |                  |                 |               |               |               |               |